# Lady

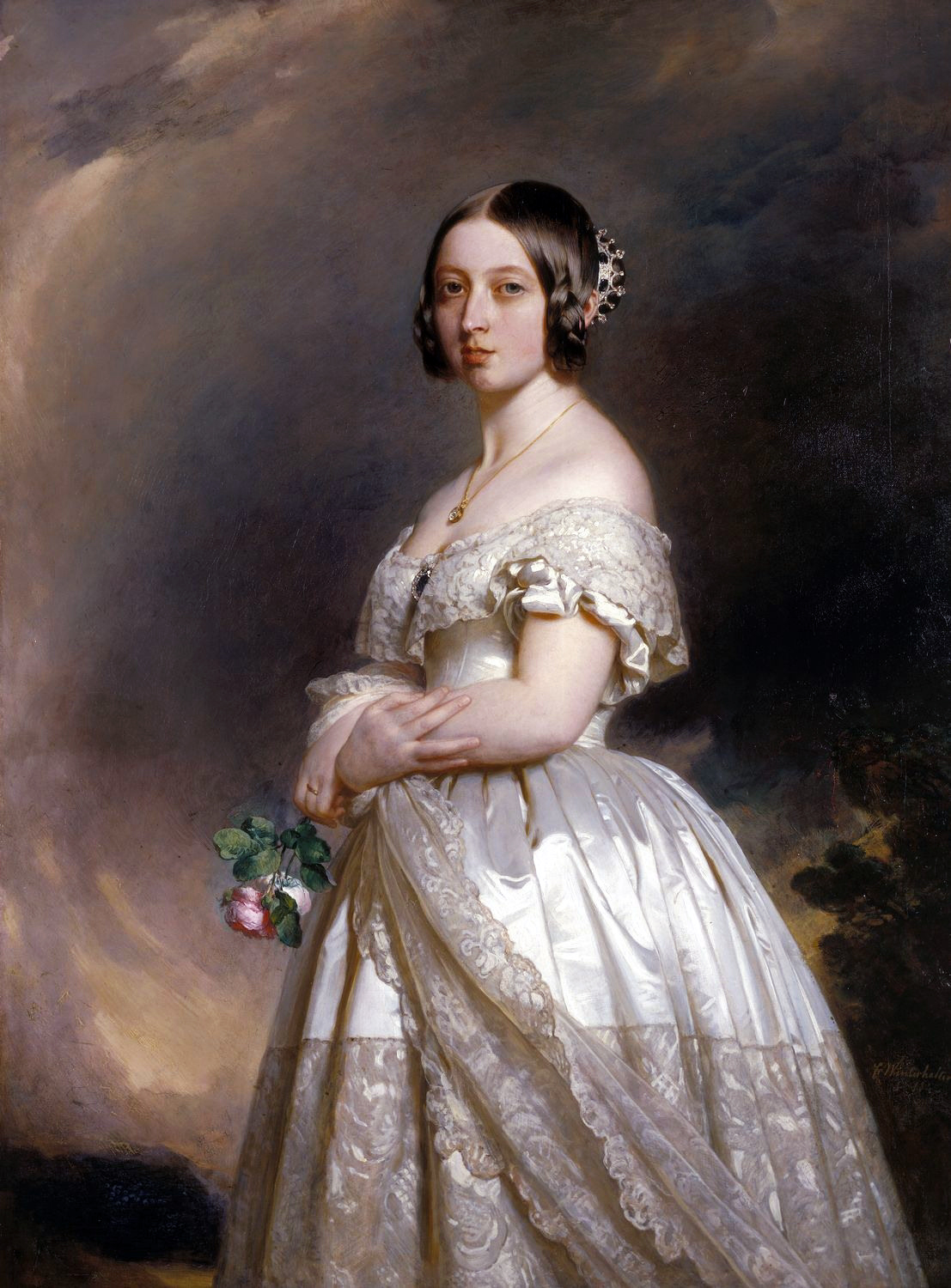
La Jeune Reine Victoria, Franz Xaver Winterhalter, 1842, Osborne House, Île de Wight.

Pour les articles homonymes, voir Lady (homonymie).
Lady est un titre emprunté de l'anglais signifiant littéralement « Dame ». 

## Significations
Le sens du mot peut varier selon le contexte.
Le mot est l'équivalent féminin de « sir » (monsieur), donné à l'origine aux gentilshommes. Cependant lorsqu'une femme est anoblie par le roi et devient commandeur de l'ordre de l'Empire britannique, sa titulature ne devient pas lady mais « dame ». Exemples : Janet Baker, Ellen MacArthur ou Laura Davies.
Lady est parfois l'équivalent féminin de lord (seigneur), aussi employé pour les femmes de lords et filles de tout pair du Royaume-Uni titré comte, marquis ou duc.
Aujourd'hui le terme de lady est principalement un appellatif mélioratif, qui permet de s'adresser avec respect et déférence à une femme.
On écrit : « une lady mais Lady Macbeth » ; « Lord et Lady Buckingham » ; « Une jeune lady. Des ladys ou des ladies ».

## Étymologie
Le mot vient du vieil anglais hlǣfdige. La première partie du mot est une forme mutée de hlāf, anglais « loaf » (pain), que l'on retrouve dans hlāford d’où est dérivé « lord » (seigneur). La seconde partie est habituellement considérée comme provenant de la racine dig-, « pétrir », donc la « pétrisseuse ». Cette étymologie renvoie au don de nourriture qui fait partie des devoirs aristocratiques dans les sociétés anciennes européennes. Le seigneur, selon l'image traditionnelle, est le nourricier de ses sujets.